# Форначе (Ређо Емилија)
Форначе (итал. Fornace) је насеље у Италији у округу Ређо Емилија, региону Емилија-Ромања.
Према процени из 2011. у насељу је живело 19 становника. Насеље се налази на надморској висини од 221 м.